# Cuchillo de buceo

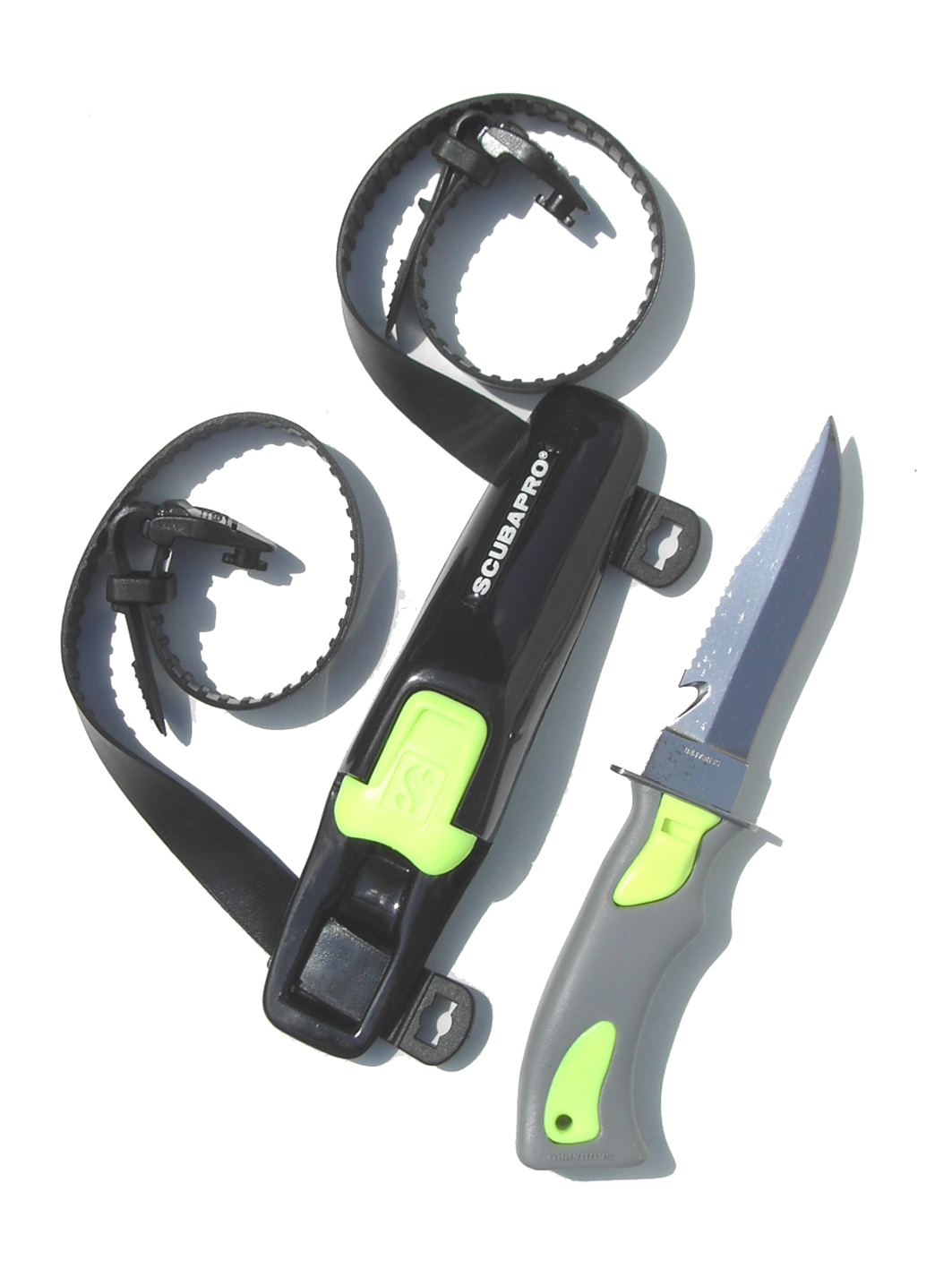
Cuchillo de buceo con su vaina.

Un cuchillo de buceo es una herramienta utilizada en submarinismo.
Los buceadores los emplean para cortar redes de pesca, cuerdas, hacer palanca o golpear las botellas de buceo para pedir auxilio. Por ley son necesarios para bucear en muchos países. Generalmente la hoja está hecha de un material inoxidable, o de titanio, y el mango es de plástico. En ciertos lugares su uso está prohibido.